# 伊豆田莉奈
伊豆田莉奈（日语：／ Izuta Rina */?；1995年11月26日—）是日本偶像藝人，原為女子偶像團體AKB48成員，在2017年移籍至海外姊妹團BNK48，在2019年移籍至CGM48且同時擔任支配人，出身於埼玉縣。

## 經歷
2010年
- 3月，參加AKB48第10期生甄選合格，成為研究生候補。
- 6月12日，選擇審査合格，成為研究生。

2011年
- 7月18日，在第二回猜拳大会研究生预选赛中取得优胜，进入决赛圈。

2012年
- 6月24日，正規成員升格，所屬team未定；8月24日在東京巨蛋演唱會上獲宣布加入Team A。

2014年
- 2月24日，在AKB48集團大組閣祭上獲宣布移籍至Team B。

2015年
- 3月26日，在「AKB48春季單獨演唱會～次期總現正修行中！～」上獲宣布移籍至Team 4。

2017年
- 4月13日，在AKB48劇場舉行的小嶋陽菜「好感度爆表」公演上，宣布將移籍至位於泰國曼谷的姊妹團BNK48。
- 6月29日，在AKB48劇場舉行的Team 4「不要讓夢想死去」公演後，結束在AKB48團內的所有活動。當日公演亦為伊豆田前往泰國前的歡送會。
- 7月2日，正式移籍至BNK48。
2019年
- 8月27日，正式移籍至CGM48並同時擔任劇場支配人。

## AKB48相關
- 憧憬的前輩是秋元才加（喜歡可以獨當一面的大姐姐）、大島優子（又溫柔又有擔當的全面達人）、仁藤萌乃（無論歌舞MC都很優秀）。
- 被總製作人秋元康與原劇場管理人戸賀崎智信稱讚為無論歌唱還是舞蹈都先人一步的優等生。

## 人物
- 自我介紹是「高校１年生、１６歳の伊豆田莉奈です。」（我是高中一年級，16歲的伊豆田莉奈）
- 魅力點是溫柔的笑容和有點吵的開朗性格。
- 短處是愛哭和挑食。
- 興趣是在廁所和洗澡時唱歌、看少女漫畫、聽音樂。
- 特長是舞蹈和做鬼臉。
- 喜歡的男性類型是：溫柔的草食系男子，帥一點也不錯，但最重要的是在一起很開心。
- 渡過節假日的方法：睡懶覺和看電視！
- 將來的夢想是演員。
- 公家出身，老家擁有私人庭園。
- 因為憧憬大島優子而參加了AKB48的甄選會。
- 曾在有吉AKB共和國飾演河童的角色，深得其他成員支持，為投入這角色，還吃自己本身很討厭的青瓜。
- 被二期生的前輩們以「很像（小野）恵令奈」為由溺愛。

## 參加AKB48樂曲

### 單曲CD選抜曲
- 「變成櫻花樹」收錄 
  - 黃金中心

- 「Everyday、髮箍」收錄 
  - Anti

- 「風正在吹」收錄 
  - 我們的花蕾

- 「GIVE ME FIVE!」收錄 
  - 榮格和佛洛伊德的情況

- 「仲夏的Sounds good!」收錄 
  - 3滴眼淚

- 「希望无限」收録
  - 孤独俱乐部 - Team B名義
  - Reborn - Team Surprise名義（Center）

### 參加的組曲
TeamA 6th Stage「目擊者」公演
1. 仙人掌與淘金熱※

※片山陽加的代役
1. 手牽手※

※前田敦子的代役
TeamK 6th Stage「RESET」公演
1. 制服的抵抗※

※横山由依的代役
TeamB 5th Stage「劇場的女神」公演
1. 男更衣室※

※北原里英的代役
1. 你好 我的初戀※

※渡邊麻友的代役

## 參加BNK48樂曲

### 單曲CD選抜曲
- Koi Suru Fortune Cookie (คุกกี้เสี่ยงทาย)
  - BNK48

- 「Shonichi (วันแรก)」收錄 
  - Namida Surprise! (ประกายน้ำตาและรอยยิ้ม!)

- 「Kimi wa Melody」收錄 
  - Yume e no Route

- 「Beginner」收錄 
  - Kimi no Koto ga Suki Dakara (ก็เพราะว่าชอบเธอ) - Undergirls名義

- 「Heavy Rotation」收錄 
  - Hashire! Penguin  (วิ่งไปสิ...เพนกวิน) - Undergirls名義

- 「Believers」收錄 
  - Make Noise - Undergirls名義

### 专辑CD選抜曲
- 「Jabaja」收録
  - Reborn（Center ）

(繼日版Reborn後再當Reborn的Center)

## 參加CGM48樂曲

### 單曲CD選抜曲
- Chiang Mai 106 (เชียงใหม่ 106)
  - CGM48

- Melon Juice
  - Dareka no Tame ni

- Mali (มะลิ / ジャスミン)
  - Chain of love
  - Anata ga ite kureta kara

- 2565
  - Only Today

### 专辑CD選抜曲
- 「Eien Pressure (ผูกพันนิรันดร์)」收錄 
  - Mali (Special Ver.)

## 外部連結
- CGM48個人介紹頁 （页面存档备份，存于） （泰文）
- 伊豆田莉奈的X（前Twitter）
- 伊豆田莉奈的Instagram帳戶
- 伊豆田莉奈的Facebook專頁